# Aristide Dejoie
Pour les articles homonymes, voir Dejoie.
Aristide Dejoie est un homme d'affaires et homme politique américain, né à La Nouvelle-Orléans le 24 juillet 1847 et mort à La Nouvelle-Orléans en 20 juillet 1917.

## Biographie
Aristides Dupre Dejoie est le fils de Jules Elisée Dejoie, natif de Bouguenais près de Nantes (Loire-Inférieure), et de Célestine Seigen. Marié avec Ellen Chambers, il est le père de Paul Dejoie et de C.C. Dejoie (en).
Il dirige la Unity Life Insurance avec ses fils et exerce les fonctions de tax assessor (en) et de secrétaire de la Cosmopolitan Insurance Association. 
Métis, il est à la tête de la section locale de la National Negro Business League (en). Avec T. B. Stamps (en), Aristede Dejoie affirme leurs droits civiques en achetant des billets pour le dress circle at the St. Charles Theatre (en) à la Nouvelle-Orléans en 1875.
Il est membre de la Chambre des représentants de Louisiane de 1872 à 1874 puis de 1877 à 1879.

## Sources
- (en) Cet article est partiellement ou en totalité issu de l’article de Wikipédia en anglais intitulé « Aristede Dejoie » (voir la liste des auteurs).